# Вальтер фон Нордек
Вальтер фон Нордек (нем. Walter von Nordeck) — магистр Ливонского ордена с 1270 года по 1273 год

## Биография
В конце 1270 года после гибели в битве с литовцами ливонского магистра Андреаса фон Вестфалена новым ландмейстером Тевтонского Ордена в Ливонии был назначен Вальтер фон Нордек.
Продолжил борьбу с земгалами и литовцами. В 1270 году Вальтер фон Нордек захватил у земгалов замок Терветен, а в 1271 году — замки Мезоттен и Раден. Подчинил племена земгалов, вынудив их принять христианство и платить дань. В октябре 1272 года Вальтер фон Нордек разделил завоеванную Земгалию между Ливонским Орденом и Рижским архиепископством. Литовцы продолжали совершать набеги на ливонские владения. Во одного из них они умертвили литовца Сукса, который принял католичество и постоянно служил проводником во время рыцарских походов. В 1273 году ливонские рыцари совершили набег на литовские земли и разгромили литовцев в битве при р. Дубена, притоке Западной Двины.
В том же 1273 году ливонский магистр Вальтер фон Нордек из-за болезни отказался от занимаемой должности и уехал в Пруссию. Его преемником стал Эрнст фон Раценбург.